# Universidad Sorbona Paris Norte
La Universidad Sorbona Paris Norte (en francés: Université Sorbonne Paris Nord, Paris 13) es una universidad situada en el norte de París. Cuenta con cinco campus, repartidos por ambos departamentos de Sena-Saint-Denis y Valle del Oise: Villetaneuse, Bobigny, Saint-Denis, Plaine Saint-Denis y Argenteuil. La Universidad Sorbona Paris Norte acoge a más de 24.000 estudiantes en formación inicial o continuada, en todos los campos: salud, medicina y biología humana, literatura, idiomas, ciencias humanas y sociales, derecho, ciencias políticas y sociales, ciencias sociales, comunicación, economía y gestión.

## Maestros famosos
- Ivan Jablonka, un historiador y escritor francés

## Graduados famosos
- Anna Fontcuberta i Morral, una física y científica de materiales española